# 北京市福田公墓
北京市福田公墓，位于北京市石景山区福田村东，是北京市属陵园之一。

## 地理位置與範圍
北京市福田公墓北依燕山山脉，西邻八大处，南临永定河引水渠。该公墓地处北京市石景山区西山八大处迤东，位于石景山区境内，公墓的东院墙、北院墙外便是海淀区，西面、南面与福田村为邻，公墓占地面积130亩，因为距福田寺较近，故取名为“福田公墓”。

## 歷史沿革
1930年，江朝宗之子江宝昌（又名江宝苍，兼任“江济堂”的代表）与救世新教会的负责人沈性礼经过商议，由江宝昌出110亩地，作价27500元联币，沈性礼出现金27500元联币，共合股金55000元，创建了福田公墓。同年，经过宛平县转呈河北省批准立案，且在西四北小旃檀寺八号成立了福田公墓管理处，江宝昌任经理，沈性礼任副经理，其下设有事务员两名，工友一名。该公墓设有管理员一名，工人若干名，负责该公墓的具体经营。
1942年，由于业务萧条，连年亏损，沈性礼年高，希望回安徽省的原籍休养，无心继续经营该公墓，而且救世新教会发生经费困难，沈性礼遂提出退出股本，江宝昌即出27500元联币退给沈性礼，该公墓从此由江宝昌独资经营。
1945年日本投降，由于江朝宗在日本占领北平初期成立过汉奸组织北京维持会，并且担任第一任代理北京市长，所以国民政府辖下的北平市政府便将江朝宗定为汉奸，没收了他在南池子的大片住宅以及福田公墓。福田公墓尽管被划为“逆产”，但北平市政府并未实际接管，仍暂由江朝宗继续经营，听候处理。
1949年北平和平解放后，福田公墓划归北京市公逆产清管局监管。
1950年5月17日，北京市人民政府指示北京市公逆产清管局“1950年5月5日京产清字第2775号呈，以将监管之福田公墓委托民政局代管（府秘—字2712号）。”根据该指示正待办理委托代管手续之时，1951年4月6日，北京市人民政府批复北京市公逆产清管局“1951年4月4日产清三字第1918号报告悉，同意将福田公墓无偿拨给民政局统一管理（府秘 —字第1568号）。”1951年6月1日，北京市民政局会同北京市公逆产清管局对该公墓接管事宜全部交接完成，呈报北京市人民政府备案。1953年12月，北京市民政局颁布《北京市福田公墓管理规则》，开始有效管理福田公墓，继续办理该公墓的购穴埋葬手续。
1969年，福田公墓划归北京市民政局建设处管辖，更名为“福田园艺场”，公墓停止经营，改为专营果树生产。1972年底，又由北京市民政局工业公司接管，更名为“福田果树队”。1980年，北京市民政局所属的农场统一划归北京市民政局建设处管理。1982年，西北旺农场直管北京市民政局所属农场，福田果树队成为其报账单位。1983年3月，福田果树队成为独立核算单位，并且更名为“福田园艺场”。1984年1月，福田园艺场以果树队的身份归属西苑园艺场，成为西苑园艺场的报账单位之一。1984年底，又恢复为福田园艺场，从此真正成为独立核算单位。1986年，北京市民政局将福田园艺场交给北京市殡葬管理处管理，恢复福田公墓之名，作为殡葬事业单位，其体制由行政管理转化为对外经营。

## 安葬於此的名人
许多名人都葬于该公墓，以下列出部分人物：载沣、吴景濂、王国维、钱玄同、俞平伯、赵守俨、余冠英、王伯祥、钱三强、汪堃仁、陈遵妫、魏龙骧、徐荫祥、时振声、马世骏、孙越崎、蒋一苇、汪曾祺、舒群、禾波、高元钧、郝寿臣、余叔岩、杨宝森、方宗鰲、赵筱楼、马增芬、夏青、周士憬、李盛铎、傅增湘、陈叔通、萧振瀛、何其巩、蒲殿俊、庄明恩、刘岘、李斛、陈慧、江定仙、江青（李云鹤）、康同璧、罗昌、姚雪垠、许光达、吴石、楊佳。

## 事件
2015年清明節有左派到福田公墓祭拜江青墓時遭到数十名保安阻挠，多名祭奠江青者被警察带到苹果园派出所盘問。
2018年清明節江青墓前出現“河南商丘毛泽东思想群”的花籃，上写“献给江青妈妈永垂不朽”。